# Gascueña
Gascueña – gmina w Hiszpanii, w prowincji Cuenca, w Kastylii-La Mancha, o powierzchni 51,81 km². W 2011 roku gmina liczyła 214 mieszkańców.